# Wake Up (Imagine Dragons)
Wake Up è un singolo del gruppo musicale statunitense Imagine Dragons, pubblicato il 28 giugno 2024 come terzo estratto dal settimo album in studio Loom.

## Video musicale
Il video è stato pubblicato il 2 luglio 2024, diretto da Matt Eastin.

## Tracce
1. Wake Up – 2:46